# 琼·斯皮兰
琼·斯皮兰（英語：Joan Spillane，1943年1月31日—），美国女子游泳运动员。她曾代表美国参加1960年夏季奥林匹克运动会游泳比赛，获得女子4×100米自由泳接力金牌。